# The Annals of Applied Statistics
The Annals of Applied Statistics ist eine Statistik-Fachzeitschrift unter Peer-Review, die vom Institute of Mathematical Statistics herausgegeben wird. Die Zeitschrift erscheint seit 2007.

## Herausgeber
Die folgenden Personen waren Herausgeber der Zeitschrift:
- Bradley Efron (2006–2012)
- Stephen Fienberg (2013–2015)
- Tilman Gneiting (2016–2018)
- Karen Kafadar (2018–2021)
- Ji Zhu (2022– )